# Андросов Інокентій Дмитрович
Інокентій Дмитрович Андросов (18 лютого 1888 Якутськ — 25 серпня 1948, Одеса) — радянський геодезист, астроном, картограф. Професор Одеського університету.

## Біографія
Народився в сім'ї службовця губернського правління. Закінчив у 1909 році Костянтинівський межовий інститут у Москві (нині Московський державний університет геодезії та картографії).
У 1911—1926 роках — викладач, і водночас у 1911—1924 роках — астроном, завідувач картографічними роботами (1922—1924 — голова) Томського переселенського управління.
У 1925 році — астроном полярної гідрографічної експедиції Комітету Севморшляху. З 1927 року — професор геодезії та маркшейдерської справи Томського технологічного інституту.
У 1927—1930 роках — професор Одеського сільськогосподарського інституту. У 1930—1933 роках — завідувач кафедри геодезії, професор Одеського інженерно-меліоративного інституту; одночасно з 1929 року — професор Одеського політехнічного інституту. У 1930—1941 роках — професор, завідувач кафедри геодезії Одеського будівельного інституту. За сумісництвом у 1930—1933 роках — завідувач кафедри, професор Одеського водного інституту (нині Національний університет «Одеська морська академія»). У 1929—1931 роках — керівник геодезичних робіт Одеського Гіпромосту. У 1934—1948 роках — завідувач кафедри геодезії та картографії Одеського університету, у 1940—1941 — декан географічного факультету. У 1935—1939 роках — старший науковий співробітник Одеської астрономічної обсерваторії. В 1944 році — директор Одеського будівельного інституту.

## Наукова діяльність
Займався дослідженнями в галузі астрономо-геодезичних робіт та картографії. В Одесі брав участь у розробці протизсувних робіт та споруд, запропонував план комплексних геодезичних досліджень південно-західного узбережжя Чорного моря.

## Вибрані публікації
- Теория геодезических инструментов. Одесса, 1928;
- Визначення широти Одеської астрономічної обсерваторії в зв'язку з вивченням коливання полюсу // Тр. Одес. ун-ту. Астрономія. 1937. Т. 2;
- Современная динамическая геодезия как методология изучения эпейрогенических движений Земли // Там само. Зб. геогр. ф-ту. 1940. Т. 1;
- Геодезия и ее значение для социалистического строительства и обороны нашей страны. О., 1941; * Картографія для географів. К., 1941;
- Радянська геодезія і картографія за 30 років // Наук. сесія Одес. ун-ту. Тези доп. О., 1947.